# 矢倉町 (薩摩川内市)
矢倉町（やぐらちょう）は、鹿児島県薩摩川内市の町。旧薩摩郡川内町矢倉町、川内市矢倉町。郵便番号は895-0036。人口は701人、世帯数は305世帯（2020年10月1日現在）。

## 地理
薩摩川内市の本土側の南西部、隈之城川の中流域に位置している。字域の北方には隈之城町、南方には山之口町、東方には勝目町、西方には尾白江町がそれぞれ接している。
字名の由来となっている矢倉城址周辺に集落が散在しており、現在は矢倉城址も宅地となっているため、遺跡等は現存していない。
字域の中央部を以前は国道3号が南北に通っていたが、隈之城バイパスが現道となったのに伴い、旧道部分は薩摩川内市道となっている。字域内には鉄道は通っておらず、最寄駅は隈之城駅である。

### 河川
- 隈之城川

### 字名の由来
矢倉町という字名は付近が大字東手の小字「矢倉城」の区域であったことに由来する。

## 歴史
1940年（昭和15年）2月10日に鹿児島県公報に掲載され、同日に施行された「 薩摩郡川内町、町名改稱竝區域變更」（鹿児島県告示）により「同郡同町大字東手ヲ廢止シ其ノ區域中（中略）字矢倉崎、矢倉城、村前、江袋、須崎、小平田、遠部、出構、横通、堅通、上細平、上五反田、袴田、平田ノ區域ヲ矢倉町（ヤグラチヨウ）ト」することが鹿児島県知事によって許可され、薩摩郡川内町大字東手のうち字矢倉崎、矢倉城、村前、江袋、須崎、小平田、遠部、出構、横通、堅通、上細平、上五反田、袴田、平田の区域を以て川内町の町「矢倉町」が設置された。翌日の2月11日には薩摩郡川内町が単独で市制施行し川内市となった。
2004年（平成16年）10月12日に川内市、東郷町、入来町、祁答院町、樋脇町、下甑村、上甑村、鹿島村、里村が新設合併し薩摩川内市が設置された。この市町村合併に伴い設置された法定合併協議会において川内市の町・字については「現行通りとする。」と協定されたため、名称の変更は行われずに薩摩川内市の町となった。

### 字域の変遷
| 変更後         | 変更年             | 変更前           |
| -------------- | ------------------ | ---------------- |
| 矢倉町（新設） | 1940年（昭和15年） | 大字東手（一部） |

## 人口
以下の表は国勢調査による小地域集計が開始された1995年以降の人口の推移である。
| 年                 | 人口 |
| ------------------ | ---- |
| 1995年（平成7年）  | 587  |
| 2000年（平成12年） | 575  |
| 2005年（平成17年） | 613  |
| 2010年（平成22年） | 639  |
| 2015年（平成27年） | 671  |
| 2020年（令和2年）  | 701  |

## 施設

### 公共
- 鹿児島県警察薩摩川内警察署隈之城交番[18]
- 矢倉自治会館

## 小・中学校の学区
市立小・中学校に通う場合、学区（校区）は以下の通りとなる。
| 大字   | 番地 | 小学校                   | 中学校                   |
| ------ | ---- | ------------------------ | ------------------------ |
| 矢倉町 | 全域 | 薩摩川内市立隈之城小学校 | 薩摩川内市立川内南中学校 |

## 交通

### 鉄道
- 字域内には鉄道は通っていない。最寄りの駅は隈之城駅である。

### 道路
- 国道3号の旧道（現薩摩川内市道）が南北に縦断している。